# Idaea jalapata
Idaea jalapata là một loài bướm đêm trong họ Geometridae.